# Repertorium Specierum Novarum Regni Vegetabilis
Repertorium Specierum Novarum Regni Vegetabilis, (abreujat Repert. Spec. Nov. Regni Veg.), és una sèrie de llibres amb il·lustracions i descripcions botàniques que van ser editats pel botànic, professor, fitogeògraf i explorador alemany Friedrich Karl Georg Fedde. Se'n van publicar 51 volums en els anys 1905-1942, amb el nom de Repertorium Specierum Novarum Regni Vegetabilis. Centralblatt für Sammlung und Veroffentlichung von Einzeldiagnosen neuer Pflanzen. Va ser succeïda l'any 1943 per Feddes Repertorium Specierum Novarum Regni Vegetabilis.